# På begäran (album av Sven-Ingvars)
På begäran är ett samlingsalbum av Sven-Ingvars, utgivet 1990 på skivmärket NMG, där bandet gjort nyinspelningar av sina gamla hitlåtar.  För albumet fick bandet även en Grammis i kategorin "Årets dansband".  Här började bandets framgångsrika 1990-tal.

## Låtlista
| Nr  | Titel                                     | Låtskrivare                           |
| --- | ----------------------------------------- | ------------------------------------- |
| 1.  | Te dans mä Karlstatösera                  | E. Uppström, R. Lindström             |
| 2.  | Vid din sida                              | I. Hellberg                           |
| 3.  | Du ska tro på mej                         | I.A. Wahlberg                         |
| 4.  | Någon att hålla i hand (Somebody to Love) | C.M. Thomas, T. Connor, A. Forss      |
| 5.  | En prästkrage i min hand                  | O. Thiel, G. Rybrant                  |
| 6.  | Önskebrunnen                              | R. Wallebom                           |
| 7.  | Sommar och sol = Grain de sable           | D.A. Winter, K. Lindén                |
| 8.  | Luffarvisa                                | M. Nilsson                            |
| 9.  | Säg inte nej, säg kanske                  | I. Hellberg                           |
| 10. | Ett litet rött paket                      | O. Thörnqvist                         |
| 11. | Kristina från Vilhelmina                  | R. Wallebom                           |
| 12. | Fröken Fräken                             | T. Skogman                            |
| 13. | Min gitarr                                | trad., arr. L.O. Carlsson, T. Skogman |

### Fotnoter
1. ↑  Information i Svensk mediedatabas.
2. ↑  ”Grammis”. Arkiverad från originalet den 17 mars 2012. https://web.archive.org/web/20120317055524/http://www.ifpi.se/wp/wp-content/uploads/100428-lc-vinnare-genom-%C3%A5ren.pdf. Läst 1 maj 2011.